# طاهر أباد (مشيز بردسير)
طاهر أباد (بالفارسية: طاهرآباد) هي قرية تقع في إيران في البلدة المركزية. يقدر عدد سكانها بـ 986 نسمة بحسب إحصاء 2016.